# Osiedle na Zatorzu
Osiedle Na Zatorzu – drugie pod względem wielkości żarskie osiedle mieszkalne położone w zachodniej części dzielnicy Zatorze, blisko obwodnicy miejskiej i głównych dróg, co znacznie ułatwia dojazd i poprawia łączność komunikacyjną z innymi dzielnicami miasta.

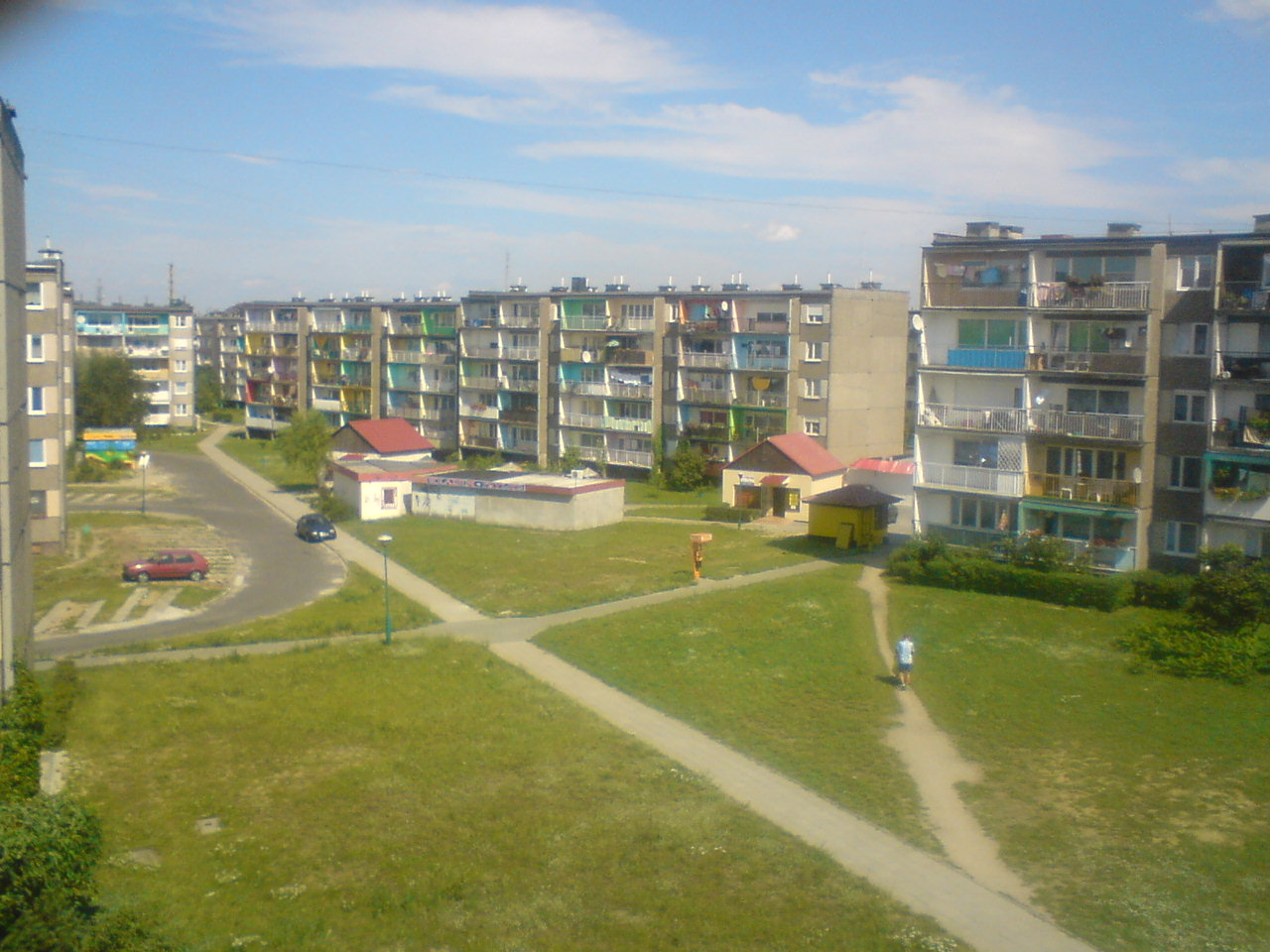
Widok na Osiedle Na Zatorzu

## Nazwa osiedla
Na określenie tego osiedla stosuje się zwyczajowo podwójne nazewnictwo: 
- Osiedle Na Zatorzu (ze względu na położenie w dzielnicy Zatorze),
- Osiedle Męczenników Oświęcimskich (ze względu na główną ulicę osiedla, nazwa częściej stosowana).

Podwójne nazewnictwo spowodowane jest brakiem nazw oficjalnych żarskich osiedli mieszkaniowych. 

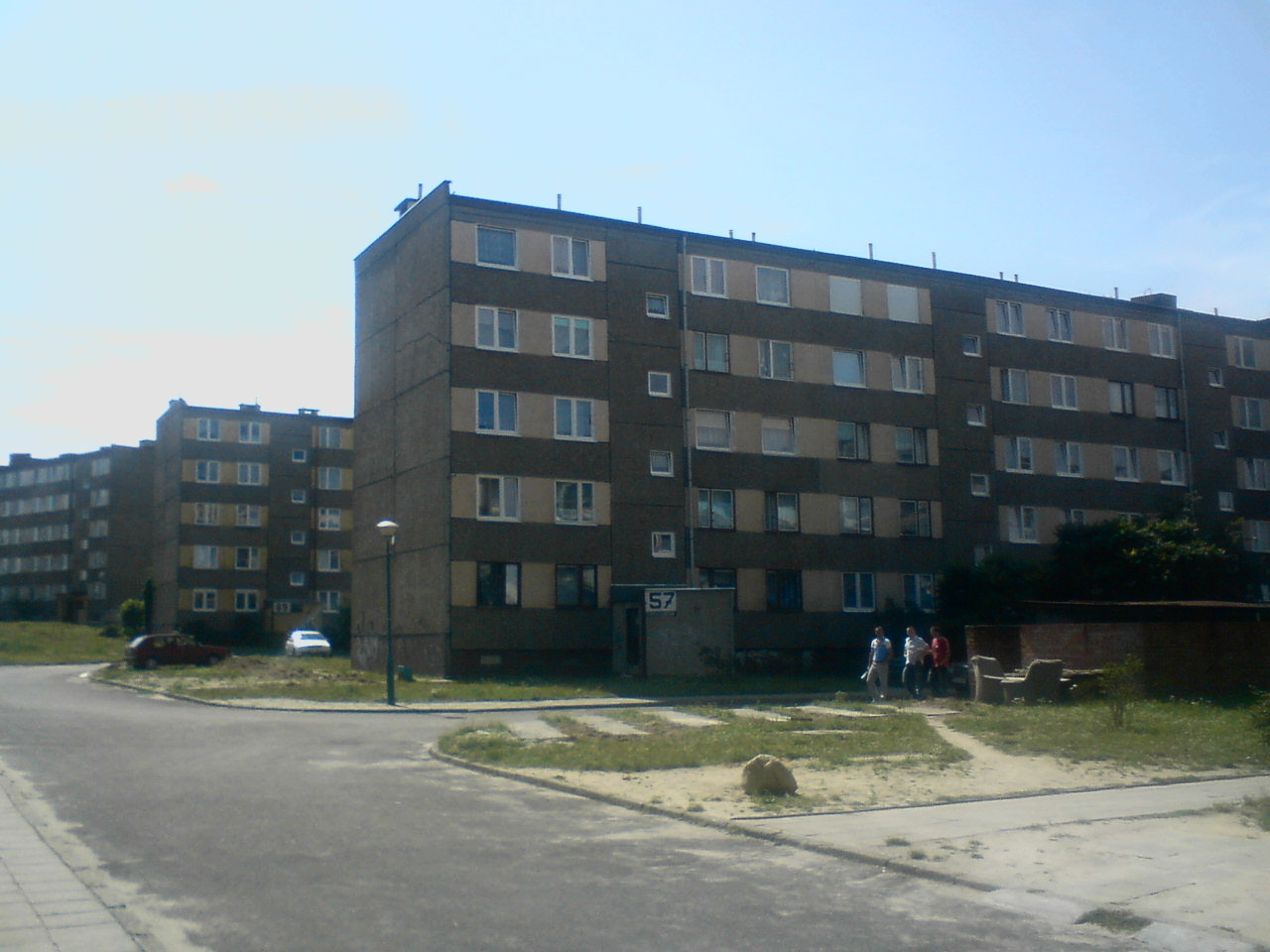
Osiedle Na Zatorzu. Bloki przy ul. Szarych Szeregów

## Obszar osiedla
Znaczną część zabudowy osiedla stanowią czteropiętrowe bloki mieszkalne budowane w systemie wielkiej płyty, w latach 70. i 80. XX wieku.
Teren osiedla zawiera się w obrębie ulic: Szarych Szeregów, Męczenników Oświęcimskich, Białostocka, Katowicka i Gnieźnieńska (które to są głównymi ulicami osiedla) i zajmuje obszar około 14 hektarów. 
W bliskim sąsiedztwie Osiedla Na Zatorzu znajduje się: 
- Klub Sportowy "PROMIEŃ" ul. Zwycięzców,
- Szkoła Podstawowa nr 5 ul. Częstochowska,
- markety Lidl i Netto.